# Санс де Сантамария, Карлос
Карлос Санс де Сантамари́я (исп. Carlos Sanz de Santamaría; 23 апреля 1905 — 5 ноября 1992) — государственный и общественный деятель Колумбии, инженер и экономист. 18-й постоянный представитель Колумбии при Организации Объединенных Наций, дважды занимал пост посла Колумбии в Соединенных Штатах и был председателем Межамериканского комитета Альянса за прогресс, предшественника Организации американских государств. Член Колумбийской либеральной партии.

## Биография
Выходец из влиятельной семьи. Инженер-строитель по образованию, окончил Национальный университет Колумбии со степенью бакалавра гражданского строительства в 1928 году и Национальную школу мостов и дорог (Училище путей сообщения) в Париже со степенью магистра гидротехники в 1929 году. Был ассоциированным членом Общества инженеров Франции (Societé des Ingenieurs Civiles de France) с 1930 года и членом Колумбийского инженерного общества (Sociedad Colombiana de Ingenieros) с 1932 года, а также дважды возглавлял последнее. Получил национальное признание за свою работу по строительству акведуков Санта-Марта, Риоача и Буэнавентура, а также водоочистной станции Вительма в Боготе, крупнейший в то время в стране.
Важной фигурой национальной политики стал благодаря своей деятельности как мэра Боготы (1942—1944), а затем по назначению президента Альфонсо Лопес Пумарехо (и по совету Эстебана Харамильо, Хесуса Марии Маруланды, Карлоса Льераса Рестрепо и профсоюзного лидера Наполеона Молины) возглавлял различные министерства, включая военное (национальной обороны) (1944) и министерство иностранных дел (1957—1958). Среди прочего, стал 9-м министром национальной экономики, а также 26-м и 41-м министром финансов и государственного кредита Колумбии. В министерстве экономики сформулировал пятилетний план развития сельского хозяйства и организовал Национальный институт снабжения (INA, предшественник нынешнего Idema); введение им экономического планирования в Колумбии повлияло на Локлина Карри, когда тот возглавлял миссию Всемирного банка в стране.
Был послом в США (1945—1946 и 1960—1962) и Бразилии. Координировал с дипломатическим представительством Бразилии поддержание рентабельности цен на кофе. Вместе с Сулета Анхелем вёл переговоры с Перу по вопросу предоставления пятилетнего убежища основателю APRA Виктору Раулю Айя де ла Торре в посольстве Колумбии в Лиме, о чём впоследствии написал книгу.
Участвовал в исследовательской группе по латиноамериканской интеграции вместе с такими личностями, как Рауль Пребиш и Фелипе Эррера. В 1964—1972 годах — председатель Межамериканского комитета «Союз ради прогресса»; стремился сохранить актуальность программы после гибели президента США Джона Кеннеди. С 1982 года в течение одного года он представлял страну в ООН и обработал запрос Колумбии на членство в Движении неприсоединения.
В своих работах (например, книге «Латинская Америка: прогресс или регресс?», 1967) выступал за равноправные экономические отношения между странами Латинской Америки и США.

## Избранные работы
- Sanz de Santamaría, Carlos. Fin del asilo del Doctor Víctor Raúl Haya de la Torre, 1954 :  [исп.]. — Bogotá : Fundación Centenario del Banco de Colombia, 1978.
- Sanz de Santamaría, Carlos. Una época difícil :  [исп.]. — Bogotá : Ediciones Tercer Mundo, 1965.